# Garður

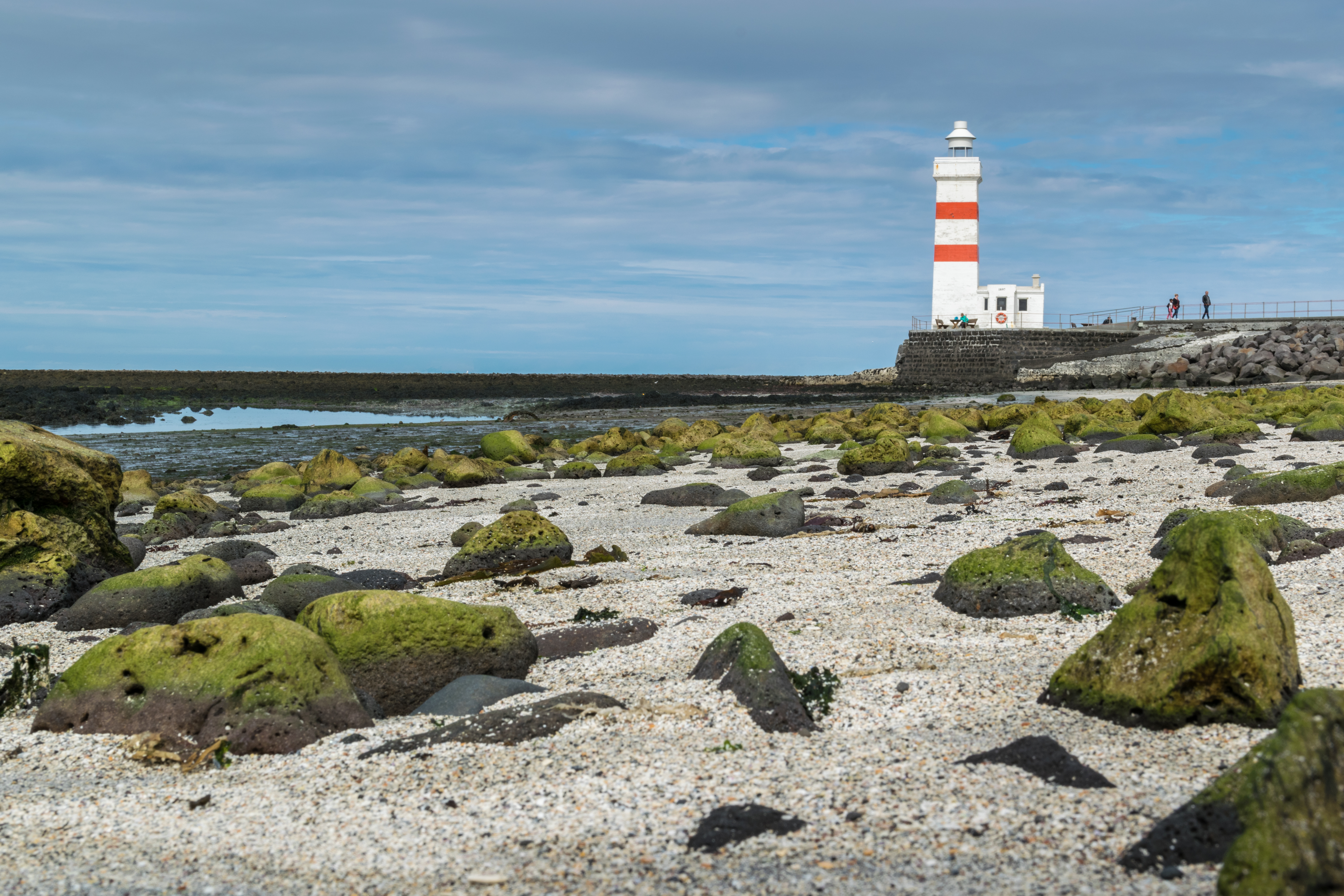
Leuchtturm von Garður

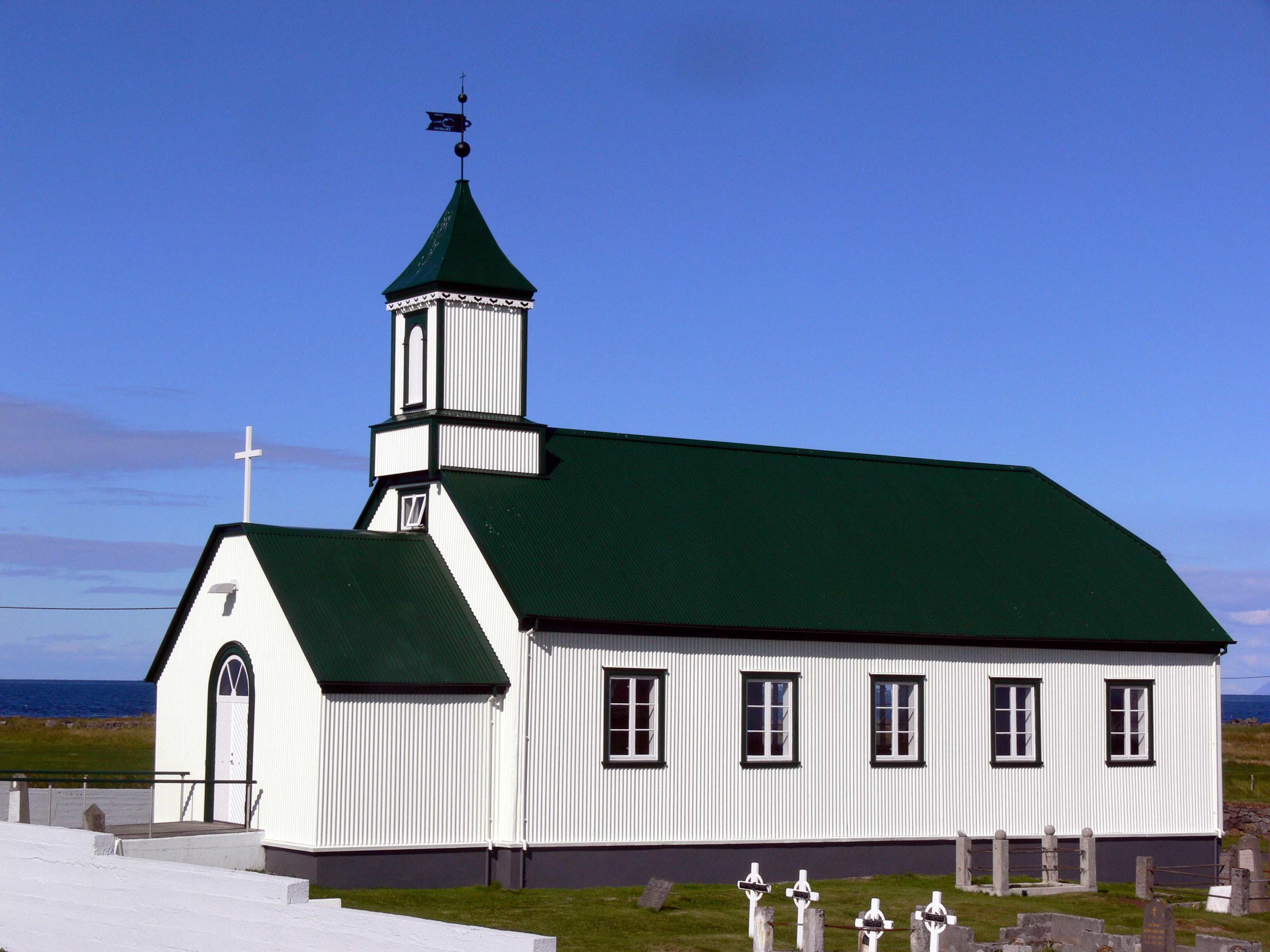
Útskálakirkja

Garður (deutsch „Garten“, „Wall“) ist ein Ort in Island an der Nordspitze der Halbinsel Reykjanes und liegt 10 Kilometer nördlich von Keflavík an der Straße Nr. 45. Am 1. Januar 2011 hatte Garður 1.452 Einwohner.
Bis zur Fusion mit Sandgerði zu Suðurnesjabær 2018 bildete Garður eine eigenständige Gemeinde.

## Name
Ursprünglich hieß der Ort Skagagarður, d. h. der Garten/Wall der Halbinsel. Man hat tatsächlich vor Ort einen Wall aus dem 10. Jahrhundert entdeckt, der von der Útskálakirkja in Garður bis nach Kirkjuból (Miðnes) reicht. Dieser Wall, rund 1,5 km lang und bis zu 1,5 m hoch, ist eines der ganz wenigen Bauwerke aus dem Mittelalter, die in Island noch erhalten sind. Er wurde 1528 erstmals schriftlich erwähnt, und lange nahm man an, er sei im 13. oder 14. Jahrhundert angelegt worden. Wissenschaftliche Untersuchungen ergaben jedoch, dass er bereits im 10. Jahrhundert errichtet wurde.

## Geschichte
Die Gegend war bereits zur Wikingerzeit besiedelt. 1868 fand man in der Nähe des Gehöfts Hafurbjarnastaðir Gräber aus der Zeit der Wikinger mit den sterblichen Überresten von sieben oder acht Menschen, von Hunden und Pferden sowie mit Waffen und Schmuck als Grabbeigaben, die 1947 im Museum Forngripasafn in Reykjavík wissenschaftlich untersucht wurden.
Der Ort war früher ein wichtiger Fischerei- und Handelsort, obwohl die Hafenbedingungen bis heute nicht besonders gut sind. Die Halbinsel von Garður war reich und besonders dicht besiedelt; so lebten hier im Jahre 1910 schon 647 Einwohner, ein großer Ort für das Island der damaligen Zeit. Aber Sandgerði und später Keflavík zogen die Arbeitsplätze ab. Spuren der alten Besiedlung haben sich erhalten. So gibt es noch drei Fischfabriken im Ort.

## Wirtschaft und Dienstleistungen
Inzwischen pendeln viele Leute nach Keflavík oder Reykjavík, so dass die Gesamteinwohnerzahl von 1.065 Einwohnern im Jahre 1988 auf 1.452 Einwohner zu Beginn des Jahres 2011 angestiegen ist.
Die Grunnskóli gehört zu den ältesten Schulen des Landes (gegr. 1872). Daneben existieren Kindergärten, ein Gesundheitszentrum, die Gemeindeverwaltung und ein Sportzentrum mit Schwimmbad.
Für Touristen gibt es einen Zeltplatz und eine Pension; eine Post, eine Bank und eine Tankstelle dienen neben Geschäften den Bedürfnissen der Einwohner.

## Verkehr
Der Ort liegt an der Straeto-Regionalbuslinie 89, die zum Keflavik Airport führt.

## Flora und Fauna
Der größere der beiden Leuchttürme dient auch zur Vogelbeobachtung. Hier brüten im Frühsommer vor allem auch Zugvögel wie die Kanadagans und die Küstenseeschwalbe sowie viele Möwenarten.
Beim Zeltplatz bei den Leuchttürmen hat man eine gute Aussicht und kann bei gutem Wetter bisweilen Wale und Delphine, selten auch Robben beobachten.
Ein Wanderweg führt an der Küste entlang nach Sandgerði, welcher aber von Kelp und Erbsenkraut, das vom letzten Sturm liegen geblieben ist, bedeckt sein kann. Gerade der Strand von Garður ist, da er am Eingang der Bucht Faxaflói liegt, der Wucht der offenen See besonders ausgesetzt.

## Kirkjuból
Der ehemalige Bauernhof Kirkjuból nahe bei Garður wurde meist von reichen Bauern und der Oberschicht des Landes bewohnt. So ist es erklärlich, dass sich dort auch historisch wichtige Ereignisse abspielten.
Im Jahre 1433, so berichtet die Chronik, kam eine Gruppe Männer mit dem Bischof Jón von Skálholt zu Besuch. Darunter war einer, der vergebens um die Hand von Margaret, der Tochter des dänischen Gouverneurs, angehalten hatte. Zu dieser Zeit befand sich die Farm im Besitz des Gouverneurs. Der Abgewiesene legte Feuer, die Tochter entkam als einzige. Sie schwor den Mann zu heiraten, der sie rächen würde, und tat das auch. Es war ein Mann aus dem Norden.
Außerdem wird berichtet, dass hier im Jahre 1551 der Däne Kristian, der die Hinrichtung des letzten katholischen Bischofs von Island, Jón Arason, geleitet hatte, mit seinen Männern erschlagen worden sei. In der Folge wurde von Geistererscheinungen berichtet. Diese wurden auf recht eigenartige Weise beendet: Man grub die Leichen aus und begrub anschließend die Köpfe beim Po der Leute des dänischen Königs (vgl. auch Geschichte Islands).

## Museen und Kirche
Bei den beiden Leuchttürmen, von denen der eine 1897, der andere im Jahre 1944 erbaut wurde, befindet sich das Regionalmuseum mit Funden von in der Nähe von Garður gesunkenen Schiffen, sowie Gerätschaften aus dem täglichen Leben der Einwohner.
Im Norden des Ortes steht die Holzkirche Útskálakirkja, die 1861–63 erbaut und 1895 verlängert sowie um einen Vorbau vergrößert wurde. Die Kanzel befand sich ursprünglich in der Domkirche in Reykjavík, von der sie 1886 übernommen wurde. Das große Altargemälde, das Mariae Verkündigung darstellt, erhielt die Kirche 1878.

## Wall Skagagarður
Nordwestlich und westlich von Garður der 1,5 km lange und bis zu 1,5 m hohe Wall Skagagarður sehenswert, der bereits im 10. Jahrhundert erbaut wurde, um Getreidefelder vor Nahrung suchenden Schafen zu schützen. Dieser Wall ist eines der ganz wenigen Bauwerke aus dem Mittelalter, die in Island noch erhalten sind, doch wurde er im Laufe der Jahrhunderte durch Erosion in dem regnerischen Klima Islands abgeflacht. Er wurde 1528 erstmals schriftlich erwähnt, und lange nahm man an, er sei im 13. oder 14. Jahrhundert angelegt worden. Wissenschaftliche Untersuchungen ergaben jedoch, dass er bereits im 10. Jahrhundert errichtet wurde. Der Wall beginnt an der Hauptstraße Skagabraut in der Nähe der Útskálakirkja.